# London stone

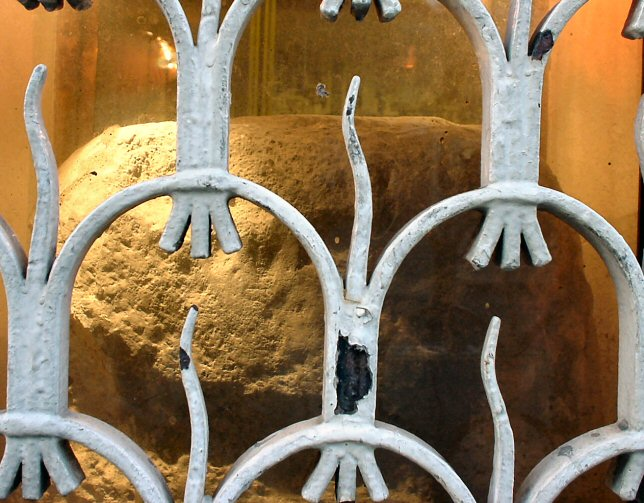
La pierre de Londres au 111 Cannon Street.

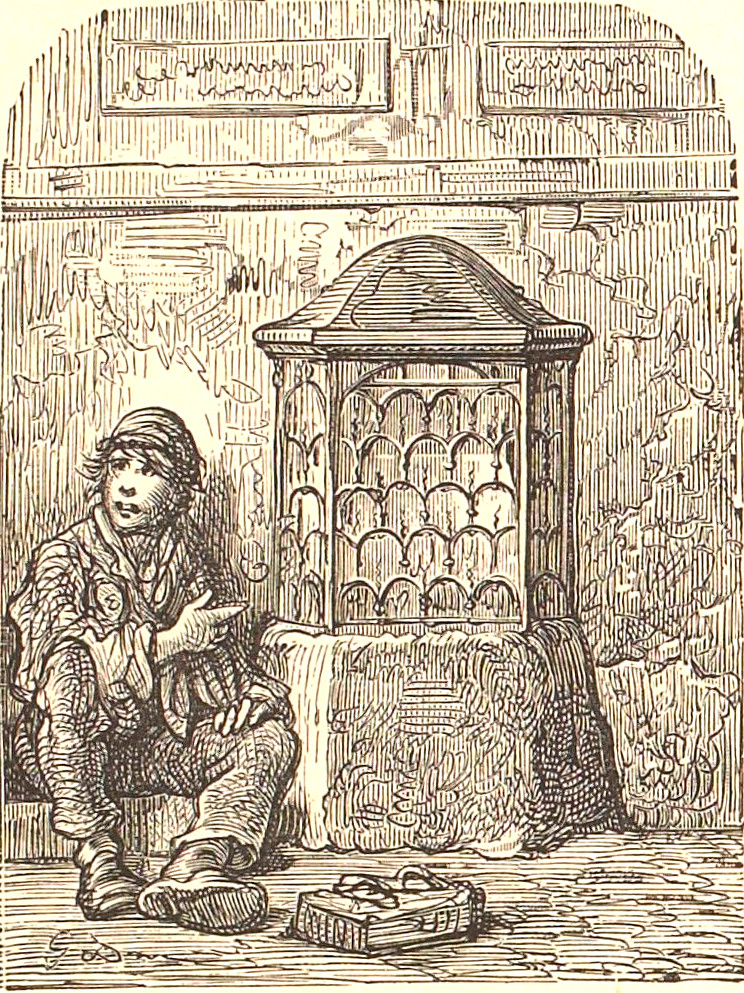
London Stone par Gustave Doré en 1872.

La pierre de Londres (London Stone en anglais) est une pierre trouvée à Cannon Street dans la cité de Londres au Royaume-Uni et qui pourrait être un ultime reste du cercle de pierres qui se tenait au sommet de Ludgate Hill, à l'endroit où se dresse aujourd'hui la cathédrale Saint-Paul.  
Le roi Lud a vécu aux alentours de 73 av. J.-C. dans la cité qu'il a agrandie, sous le Caer-Ludd (château de Lud). À sa mort, il fut enterré à l'endroit le plus élevé, connu aujourd'hui sous le nom de Ludgate. 
Entre 1678 et 1962 cette pierre se trouvait sur le mur d'une église qui s'appelait Saint Swithin London Stone. Dédiée à Swithun ou Swithin, cette église fut gravement endommagée dans le Blitz de 1940, et démolie en 1962. La pierre, cependant, était préservée et conservée sur le mur du gratte-ciel bâti sur le site de l'église.
Il s'agit d'un calcaire oolithique, soit originaire du village de Clipsham, dans le nord du Rutland, soit de Bath. 